# Alexandru Dincă
Alexandru Dincă (* 18. Dezember 1945 in Bukarest; † 30. April 2012) war ein rumänischer Handballspieler. Auf der Position des Torwarts wurde er zweimal Weltmeister.
Dincă begann 1962 als Junior bei Știința Bukarest. Dann war er für kurze Zeit bei Rapid Bukarest und ab 1964 bei Steaua Bukarest aktiv, mit denen er zehn nationale Titel gewann. Sein größter Erfolg auf Vereinsebene war der Sieg beim Europapokal der Landesmeister 1967/68 mit Steaua.
Für die rumänische Nationalmannschaft bestritt Dincă 56 Länderspiele. Bei der Weltmeisterschaft 1967 war er Ersatztorhüter und gewann mit Rumänien die Bronzemedaille. Mit der Juniorennationalmannschaft wurde er im selben Jahr Weltmeister. Sowohl bei der Weltmeisterschaft 1970 in Frankreich als auch bei der Weltmeisterschaft 1974 in der DDR konnte er mit Rumänien den Weltmeistertitel gewinnen. Bei den Olympischen Spielen 1972 in München wurde Dincă mit der rumänischen Nationalmannschaft Dritter.